# 茨城県道163号下檜沢上小瀬線

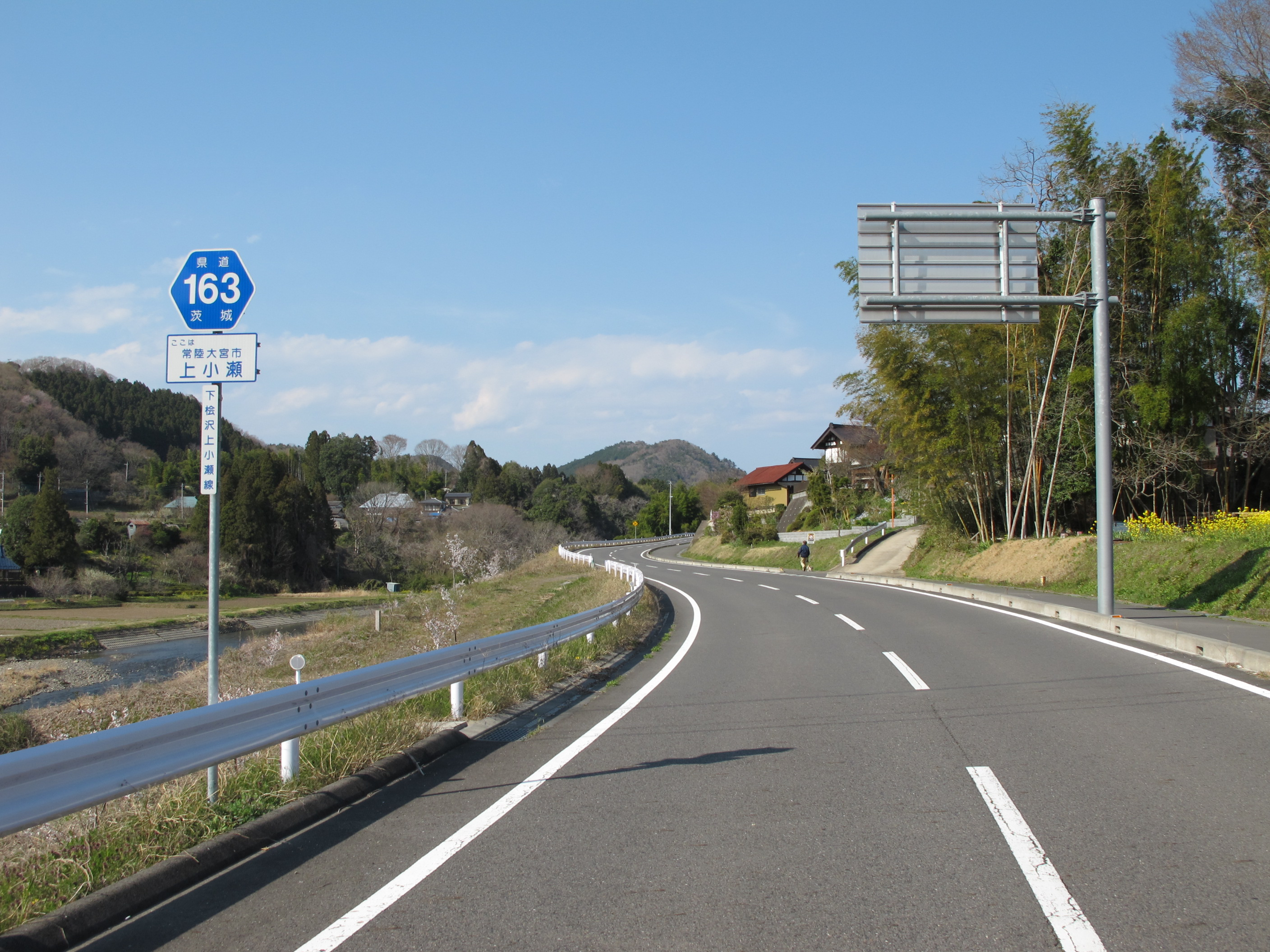
茨城県道163号下檜沢上小瀬線
常陸大宮市上小瀬（2014年4月）

茨城県道163号下檜沢上小瀬線（いばらきけんどう163ごう しもひざわかみおせせん）は、茨城県常陸大宮市下檜沢から同市上小瀬に至る県道である。

## 概要
常陸大宮市下檜沢から同市上小瀬を結び、那珂川支流の一級河川緒川に沿って山間部を通る路線。沿道には、地域コミュニティ等の中核施設である緒川総合センター、観光・保養施設である美和温泉ささの湯などがあり、小中学校などの教育施設も立地しており、地域の生活道路となっている。また路線名称の漢字表記については、2002年以降に発行された茨城県報や、現地の県道道路標識の路線名称板において新字体を用いた「下桧沢上小瀬線」の表記も見られる。
この場所で以前ダム建設の計画があったが計画の見直しで事業中止となっていて、これに代わる見返りに現道の道路改良整備が進められている。

### 路線データ
- 起点：常陸大宮市下檜沢（茨城県道29号常陸太田那須烏山線交点）[2]
- 終点：常陸大宮市上小瀬字上野地先（国道293号交点）[3]
- 総延長：4.061 km[4]
- 重用延長：なし[4]
- 未供用延長：なし[4]
- 実延長：4.061 km[4]
- 自動車交通不能区間延長[注釈 1]：なし[4]
- 幅員（改良部）：11 m（車道部6 m）[1]

## 歴史
1959年（昭和34年）10月14日、新たな県道として那珂郡美和村大字下檜沢を起点とし、那珂郡緒川村上小瀬を終点とする区間を本路線とする県道下檜沢上小瀬線として茨城県が県道路線認定した。
1995年（平成7年）に整理番号163となり現在に至る。

### 年表
- 1921年（大正10年）12月5日：現在の路線の前身である（旧）大宮馬頭線が路線認定される。
- 1959年（昭和34年）10月14日
  - 現在の路線で路線認定される（図面対照番号151）[5]。
  - 道路の区域は、那珂郡美和村大字下檜沢の県道小田野口山方線（現在の常陸太田那須烏山線にあたる）分岐から那珂郡緒川村大字上小瀬の主要地方道水戸烏山線（現在の国道293号）交点までと決定された[2]。
- 1973年（昭和48年）5月1日：那珂郡緒川村大字上小瀬地内の国道293号の道路改良バイパス開通に伴い、国道293号旧道（203 m）の一部を編入。終点が上小瀬十文字から明峰中学校前となる[6]。
- 1995年（平成7年）3月30日：整理番号209から現在の番号（整理番号163）に変更される[7]。
- 2000年（平成12年）8月3日：緒川ダム中止関連対策実施計画に基づき、道路の全面改修が決定される。
- 2002年（平成14年）2月21日：那珂郡緒川村大字上小瀬地内（タービン山 - 終点・国道293号）のバイパス道路を新設する道路区域（1.07 km）が決定する[8]。
- 2004年（平成16年）4月5日：那珂郡美和村大字下桧沢 - 同郡緒川村大字上小瀬まで道路改良する区間（2.696 km）が決定する[9]。
- 2007年（平成19年）7月6日：常陸大宮市上小瀬地内の国道293号の交差点から約320 mのバイパス区間を供用開始[10][11]。
- 2008年（平成20年）7月24日：常陸大宮市上小瀬地内バイパス道路開通に伴い、旧道が常陸大宮市道に降格。終点位置が現在位置に移る[3]。
- 2012年（平成24年）4月26日：常陸大宮市大字上小瀬地内の通称タービン山と呼ばれる岩石山を開削してバイパス道を建設する難工事が完了し、この区間のバイパス道（160 m）が開通[12]。
- 2013年（平成25年）12月18日：常陸大宮市上小瀬の小町橋を含むバイパス道路の一部（209 m）が開通[13][14]。
- 2017年（平成29年）3月28日：常陸大宮市氷之沢 - 同市上小瀬に道路改良バイパス道（約0.8 km）が開通[15]。
- 2019年（平成31年）3月28日：常陸大宮市氷之沢 - 同市上小瀬の道路改良バイパスに平行する旧道の一部（4区間計1.54 km）が移管され、県道指定を解除[16]。

## 路線状況
安全性を高めた歩行者と車両の分離や対面2車線の確保するため、県道の改良工事が終点側の上小瀬側から進められていて、改良区間の幅員は11 m、その内の車道部が6 mある。事業計画延長3.7 kmの内、平成19年7月に国道293号交差部から延長2.8 kmのバイパス部を供用したのを始め、2018年までに全区間のうちの半分以上が2車線の道路として改良済みである。未改良残存区間の氷之沢では1車線の狭隘区間で、曲がりくねった道路が続くため見通しも悪い。

### 道路施設
- 氷之沢橋（緒川、常陸大宮市下檜沢）
- 小町橋（緒川、常陸大宮市上小瀬）
- 蛇谷津橋（蛇谷津沢、常陸大宮市上小瀬）

## 地理

### 通過する自治体
- 茨城県
  - 常陸大宮市

### 交差する道路
- 茨城県道29号常陸太田那須烏山線（常陸大宮市下檜沢・起点）
- 国道293号（常陸大宮市上小瀬）

### 沿線
- 美和ささの湯